# تجارة عادلة

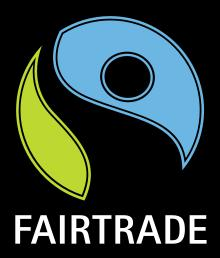
شعار مبادرة التجارة العادلة

التجارة العادلة أو الاتجار الأدنوي هي نظام مصمم لمساعدة المنتجين في البلدان النامية على تحقيق علاقات تجارية مستمرة ومنصفة. المشتركون في هذه الحركة التجارية يدفعون أسعار أعلى للمصدرين، وأيضاً للمنتجات التي تتبع تحسين المعايير الاجتماعية والبيئية. تركز الحركة بشكل خاص على السلع أو المنتجات التي يتم تصديرها عادةً من البلدان النامية إلى البلدان المتقدمة، ولكنها تُستخدم أيضًا في الأسواق المحلية (على سبيل المثال، البرازيل وإنجلترا وبنغلاديش)، وعلى الأخص للحرف اليدوية والقهوة والكاكاو والنبيذ والسكر والفواكه والزهور والذهب. تسعى الحركة إلى تعزيز التنمية المستدامة من خلال توفير ظروف تجارية أفضل وتأمين حقوق المنتجين والعمال المهمشين في البلدان النامية. ترتكز التجارة العادلة على ثلاثة معتقدات أساسية؛ أولاً، أن يمتلك المنتجون القدرة على تكوين وحدة مع المستهلكين. ثانيًا، تعزز ممارسات التجارة العالمية الموجودة حاليًا التوزيع غير المتكافئ للثروة بين الدول. أخيرًا، يعد شراء المنتجات من المنتجين في البلدان النامية بسعر عادل طريقة أكثر فاعلية لتعزيز التنمية المستدامة من الأعمال الخيرية والمساعدات التقليدية.
المنظمات التي تهتم بالتجارة العادلة تستخدم تعريف التجارة العادلة الذي طورته فاين (FINE)، وهي جمعية غير رسمية لأربع شبكات دولية للتجارة العادلة: منظمة التجارة العادلة الدولية، منظمة التجارة العادلة العالمية (WFTO)، شبكة المتاجر الأوروبية العالمية ورابطة التجارة العادلة الأوروبية (EFTA). على وجه التحديد، تعريف التجارة العادلة هي شراكة تجارية، تقوم على الحوار والشفافية والاحترام، وتسعى إلى مزيد من العدالة في التجارة الدولية. منظمات التجارة العادلة، والتي تلقى دعم من قبل المستهلكين، تشارك بنشاط في دعم المنتجين، وزيادة الوعي، والدعوة لتغيير قواعد وممارسات التجارة الدولية التقليدية.
تحظى حركة التجارة العادلة بشعبية في المملكة المتحدة، حيث توجد التجارة العادلة في 500 مدينة، و 118 جامعة، وأكثر من 6000 كنيسة، وأكثر من 4000 مدرسة بريطانية مسجلة في مخطط مدارس التجارة العادلة. في عام 2011، شارك أكثر من 1.2 مليون مزارع وعامل في أكثر من 60 دولة في نظام التجارة العادلة لمنظمة التجارة العادلة الدولية، والذي تضمن 65 مليون يورو كعلاوة للتجارة العادلة مدفوعة للمنتجين لاستخدامها في تطوير مجتمعاتهم. وفقًا لمنظمة التجارة العادلة الدولية، شاهد تقريباً ستة من كل عشرة مستهلكين علامة التجارة العادلة ويثق بها ما يقرب من تسعة من كل عشرة منهم.

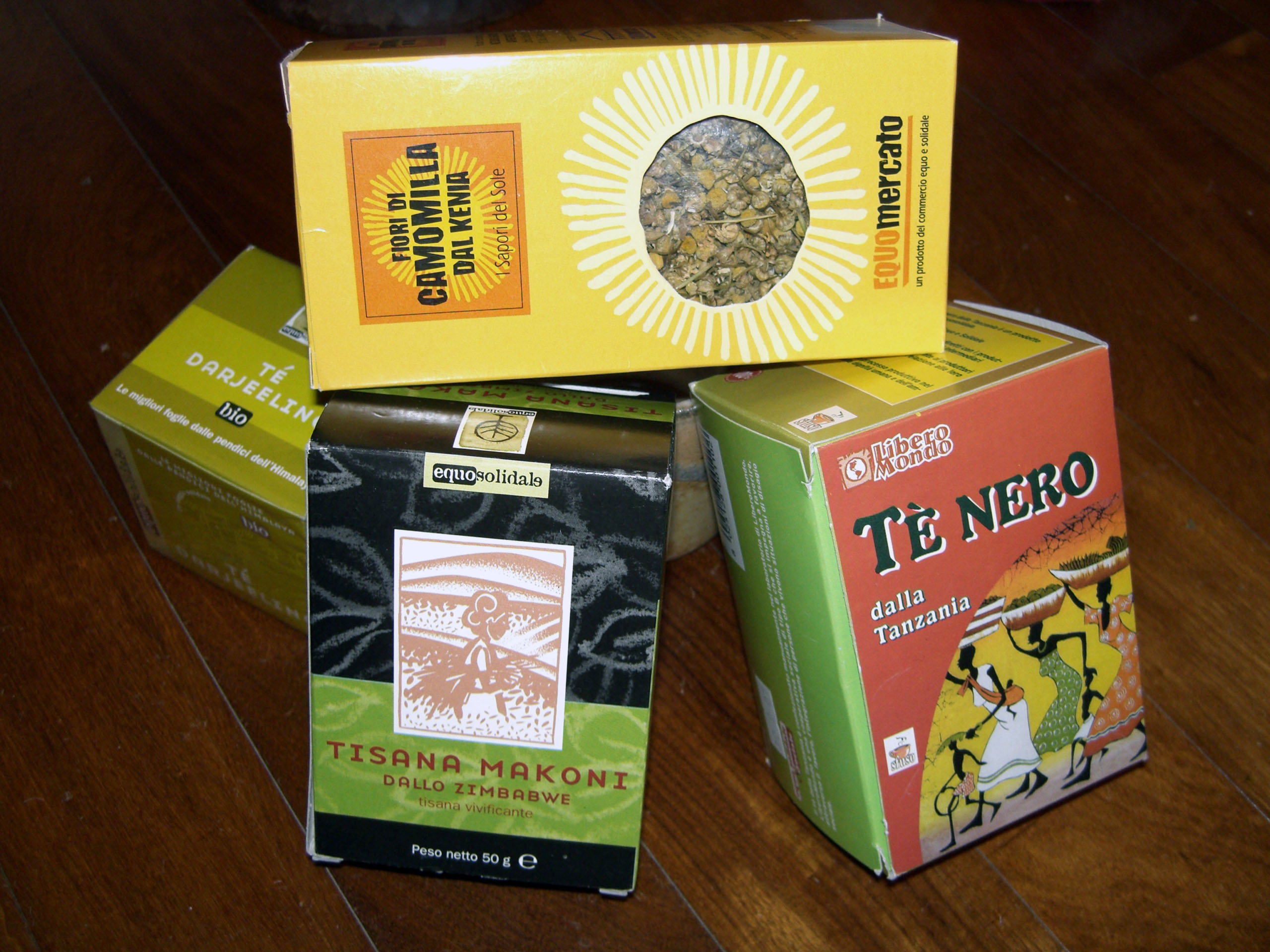
منتجات شاي تم تصديرها طبقاً لسياسة التجارة العادلة

أثيرت بعض الانتقادات حول أنظمة التجارة العادلة. خلصت إحدى الدراسات التي نُشرت في عام 2015 في مجلة نشرتها «إم أي تي برس» إلى أن الفائدة التي تعود على المنتِج كانت قريبة من الصفر نظرًا لوجود فائض في المعروض من شهادات التصديق، ولم يتم بيع سوى جزء بسيط من المنتجات المصنفة على أنها تجارة عادلة في أسواق التجارة العادلة، وهو ما يكفي بالكاد لاسترداد تكاليف التصديق. تشير دراسة نشرتها مجلة «جريدة المشهد الاقتصادي» إلى أن التجارة العادلة تحقق العديد من أهدافها المقصودة، على الرغم من أنها منتشرة على نطاق متواضع نسبيًا بالنسبة لحجم الاقتصادات الوطنية. تشير بعض الأبحاث إلى أن تنفيذ بعض معايير التجارة العادلة يمكن أن يتسبب في مزيد من عدم المساواة في بعض الأسواق حيث تكون هذه القواعد الصارمة غير مناسبة لسوق معين. في نقاش حول التجارة العادلة، هناك شكاوى من عدم تطبيق معايير التجارة العادلة، حيث يربح المنتجون والتعاونيات والمستوردون والمعبئون عن طريق التهرب منها. أحد البدائل المقترحة للتجارة العادلة هو التجارة المباشرة، والتي تقضي على النفقات الخاصة بالحصول على شهادة التجارة العادلة وتسمح للموردين بتلقي أسعار أعلى، أقرب بكثير من قيمة التجزئة للمنتج النهائي. يستخدم بعض الموردين العلاقات التي بدأت في نظام التجارة العادلة للانطلاق بشكل مستقل إلى علاقات البيع المباشر التي يتفاوضون بشأنها بأنفسهم، في حين أن أنظمة تجارة مباشرة أخرى يبدأها موردون لأسباب تتعلق بالمسؤولية الاجتماعية، بشكل مماثل لأنظمة التجارة العادلة.

## النظام

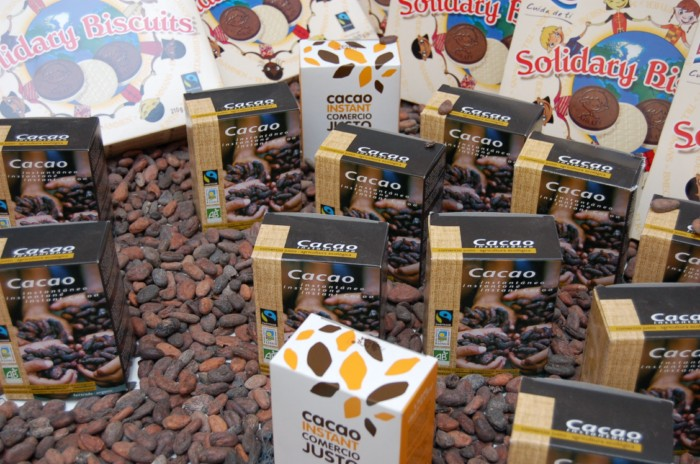
منتجات قهوة عليها ملصق التجارة العادلة

هناك عدد كبير من منظمات التجارة العادلة والتسويق الأخلاقي التي تستخدم استراتيجيات تسويق مختلفة.[بحاجة لمصدر] يعتقد معظم مسوقي التجارة العادلة أنه من الضروري بيع المنتجات من خلال محلات السوبر ماركت للحصول على حجم تجارة كافٍ للتأثير في العالم النامي. تعد العلامة التجارية فيرترايد (Fairtrade) إلى حد بعيد أكبر العلامات التجارية لقهوة التجارة العادلة. يدفع القائمون على التعبئة في البلدان المتقدمة رسومًا لمؤسسة التجارة العادلة مقابل الحق في استخدام العلامة التجارية والشعار. يمكن لشركات التعبئة وتجار التجزئة تسعير القهوة بقدر ما يريدون. يجب أن تأتي القهوة من جمعية تعاونية معتمدة من منظمة للتجارة العادلة، وهناك حد أدنى للسعر عندما يكون هناك زيادة في المعروض في السوق العالمية. بالإضافة إلى ذلك، تحصل التعاونيات على 10 سنتات إضافية لكل رطل من المنتجات المميزة من قبل المشترين من أجل مشاريع التنمية المجتمعية. يمكن للتعاونيات، في المتوسط، بيع ثلث إنتاجها فقط كتجارة عادلة، بسبب نقص الطلب، وبيع الباقي بالأسعار العالمية. يمكن أن تنفق التعاونية المصدرة الأموال بعدة طرق. بعض المال يذهب للوفاء بتكاليف المطابقة والتصديق: حيث يتعين عليهم تلبية معايير التجارة العادلة في جميع منتجاتهم، ويتعين عليهم استرداد التكاليف من جزء صغير من مبيعاتهم، في بعض الأحيان أقل من 8 ٪، وقد لا تحقق أي ربح. بعض المال يلبي التكاليف الأخرى. ينفق البعض على المشاريع الاجتماعية مثل بناء المدارس والعيادات الصحية والملاعب. في بعض الأحيان يتبقى هناك أموال للمزارعين. تدفع التعاونيات أحيانًا للمزارعين سعرًا أعلى مما يدفعه المزارعون، وأحيانًا أقل، ولكن لا يوجد دليل على أيهما أكثر شيوعًا.
يتطابق نظاما التسويق الخاصان بالتجارة العادلة وغير العادلة للقهوة في البلدان المستهلكة والبلدان النامية، ويتم استخدام في الغالب نفس شركات الاستيراد والتعبئة والتوزيع والبيع بالتجزئة المستخدمة في جميع أنحاء العالم. تدير بعض العلامات التجارية المستقلة «شركة افتراضية»، وتدفع للمستوردين والمعبئين والموزعين ووكالات الإعلان للتعامل مع علامتهم التجارية، لأسباب تتعلق بالتكلفة. في البلد المنتج، لا يتم تسويق التجارة العادلة إلا من خلال تعاونيات التجارة العادلة، بينما يتم تسويق أنواع البن الأخرى من خلال تعاونيات التجارة العادلة (كبن غير معتمد)، ومن خلال التعاونيات الأخرى والتجار العاديين.
لتصبح منتِجًا معتمدًا للتجارة العادلة، يجب على التعاونية الأولية والمزارعين الأعضاء العمل وفقًا لمعايير سياسية معينة مفروضة من أوروبا. تتولى منظمة FLO-CERT، المتخصصة في الجانب الربحي، إصدار شهادات تصديق للمنتجين والتفتيش عليهم واعتماد منظمات الإنتاج في أكثر من 50 دولة في إفريقيا وآسيا وأمريكا اللاتينية.
لا يزال هناك العديد من منظمات التجارة العادلة التي تلتزم بشكل أو بآخر بالأهداف الأصلية للتجارة العادلة وتقوم بتسويق المنتجات من خلال قنوات بديلة حيثما أمكن ذلك ومن خلال متاجر التجارة العادلة المتخصصة، ولكن لديها نسبة صغيرة من إجمالي السوق.

## الأثر على المزارعين
تعود التجارة العادلة بالفائدة على المزارعين في البلدان النامية، سواء كان ذلك بشكل كبير أو قليل. طبيعة التجارة العادلة تجعلها ظاهرة عالمية، وبالتالي، هناك دوافع متنوعة لفهم تكوين المجموعات المتعلقة بالتجارة العادلة. يختلف التحول الاجتماعي الناجم عن حركة التجارة العادلة أيضًا في جميع أنحاء العالم.

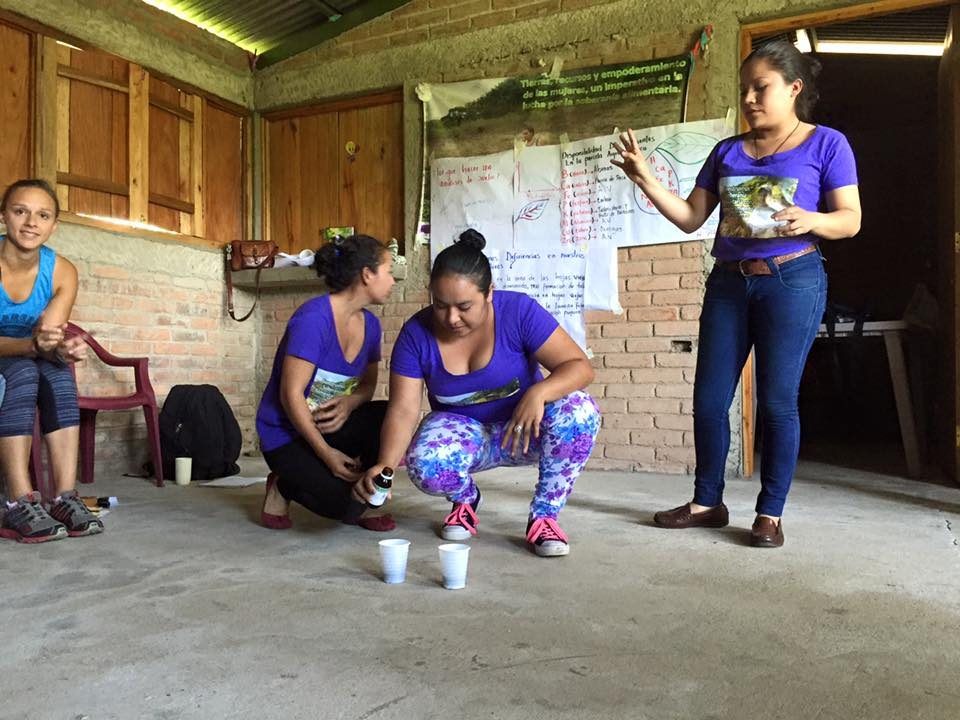
ثلاث شابات من نيكاراغوا يشرحن لمشترين ومستهلكين أمريكيين استخدام طرق اختبار التربة العضوية.

توضح دراسة أجريت على مزارعي البن في غواتيمالا تأثير ممارسات التجارة العادلة على المزارعين. في هذه الدراسة، تمت مقابلة 34 مزارعًا. من بين هؤلاء المزارعين الأربعة والثلاثين، كان لدى 22 مزارعًا فهم للتجارة العادلة استنادًا إلى التعريفات المعترف بها دوليًا، على سبيل المثال، وصف التجارة العادلة من حيث السوق والمصطلحات الاقتصادية أو معرفة ما هي العلاوة الاجتماعية وكيف استخدمتها تعاونياتهم. أوضح ثلاثة مزارعين فهمًا عميقًا للتجارة العادلة، حيث أظهروا معرفة بمبادئ السوق العادلة وكيف تؤثر التجارة العادلة عليهم اجتماعياً. تسعة مزارعين كان لديهم معرفة خاطئة أو ليس لديهم معرفة بالتجارة العادلة. المزارعون الثلاثة الذين لديهم معرفة أعمق بالآثار الاجتماعية للتجارة العادلة كانت لديهم مسؤوليات داخل تعاونياتهم. أحدهما مدير، الثاني مسؤول عن المطحنة، والأخير أمين خزانة مجموعته. لم يكن لدى هؤلاء المزارعين نمط معين مشترك من حيث سنوات التعليم أو العمر أو سنوات العضوية في التعاونية؛ إجاباتهم على السؤال «لماذا انضممت؟» تميزهم عن الأعضاء الآخرين، وتشرح سبب امتلاكهم لمثل هذه المعرفة الواسعة بالتجارة العادلة. استشهد هؤلاء المزارعون بالانتقال إلى الزراعة العضوية، والرغبة في جمع الأموال للمشاريع الاجتماعية، والرغبة في المزيد من التدريب المتقدم، كأسباب للانضمام إلى التعاونية، بخلاف الحصول على سعر أفضل لقهوتهم.
العديد من المزارعين حول العالم غير مدركين لممارسات التجارة العادلة التي يمكن أن يطبقوها لكسب أجر أعلى. القهوة هي واحدة من أكثر السلع تداولًا في العالم، ومع ذلك فإن المزارعين الذين يزرعونها عادة يكسبون أقل من دولارين في اليوم. عند إجراء المسح، كان يمكن للمزارعين من «تعاونية زراعة القهوة» في سان مارتين دي بانجوا، بيرو، الإجابة بشكل إيجابي على أنهم سمعوا عن التجارة العادلة، لكنهم لم يتمكنوا من تقديم وصف مفصل حول التجارة العادلة. ومع ذلك، يمكنهم تحديد التجارة العادلة بناءً على بعض فوائدها المحتملة لمجتمعهم. عند سؤال المزارعين بشكل عام، ذكروا أن التجارة العادلة كان لها تأثير إيجابي على حياتهم ومجتمعاتهم. لقد أرادوا أيضًا أن يعرف المستهلكون أن التجارة العادلة مهمة لدعم أسرهم وتعاونياتهم.
يستفيد بعض المنتجين أيضًا من الفوائد غير المباشرة لممارسات التجارة العادلة. تخلق تعاونيات التجارة العادلة مساحة من التضامن وتعزز روح ريادة الأعمال بين المزارعين. عندما يشعر المزارعون أنهم يتحكمون في حياتهم الخاصة داخل شبكة تعاونهم، فقد يكون ذلك دافعاً قوياً للغاية. يسمح تشغيل مشروع تجاري مربح للمزارعين بالتفكير في مستقبلهم، بدلاً من القلق بشأن كيفية بقائهم على قيد الحياة في ظل الفقر.

### التعويض الاجتماعي
أحد مكونات التجارة العادلة هو العلاوة الاجتماعية التي يدفعها مشترو سلع التجارة العادلة للمنتجين أو مجموعات المنتجين لهذه السلع. من العوامل المهمة للعلاوة الاجتماعية في التجارة العادلة أن المنتجين هم من يقررون أين وكيف يتم إنفاقها. عادة ما تذهب هذه العلاوات نحو التنمية الاجتماعية والاقتصادية، حيثما يرى المنتجون ذلك مناسبًا. داخل مجموعات المنتجين، يتم التعامل مع القرارات المتعلقة بكيفية إنفاق العلاوات الاجتماعية بشكل ديمقراطي، طبقاً لمباديء الشفافية والمشاركة.
ينفق المنتجون هذه العلاوة الاجتماعية لدعم التنمية الاجتماعية والاقتصادية بعدة طرق. تتمثل إحدى الطرق الشائعة لإنفاق العلاوة الاجتماعية للتجارة العادلة في الاستثمار بشكل خاص في السلع العامة التي تفتقر إليها البنية التحتية والحكومة. وتشمل هذه المنافع العامة المبادرات البيئية والمدارس العامة ومشاريع المياه. في مرحلة ما، تعيد جميع مجموعات المنتجين استثمار علاواتهم الاجتماعية مرة أخرى في مزارعهم وأعمالهم. تنفق 38 بالمائة من مجموعات المنتجين العلاوات الاجتماعية بالكامل على أنفسهم، لكن البقية تستثمر العلاوات في السلع العامة، مثل دفع رواتب المعلمين، وتوفير عيادة رعاية صحية مجتمعية، وتحسين البنية التحتية، مثل جلب الكهرباء وتحسين الطرق.
منظمات المزارعين غالباً ما تستخدم علاواتها الاجتماعية في تمويل السلع العامة والمنح التعليمية. على سبيل المثال، قامت تعاونية القهوة في كوستاريكا بدعم مئات الأطفال والشباب في المدرسة والجامعة من خلال تمويل المنح الدراسية من التمويل من علاوات التجارة العادلة الاجتماعية. فيما يتعلق بالتعليم، يمكن استخدام العلاوات الاجتماعية لبناء المدارس وتأثيثها أيضًا.

## المنظمات التي تروج للتجارة العادلة

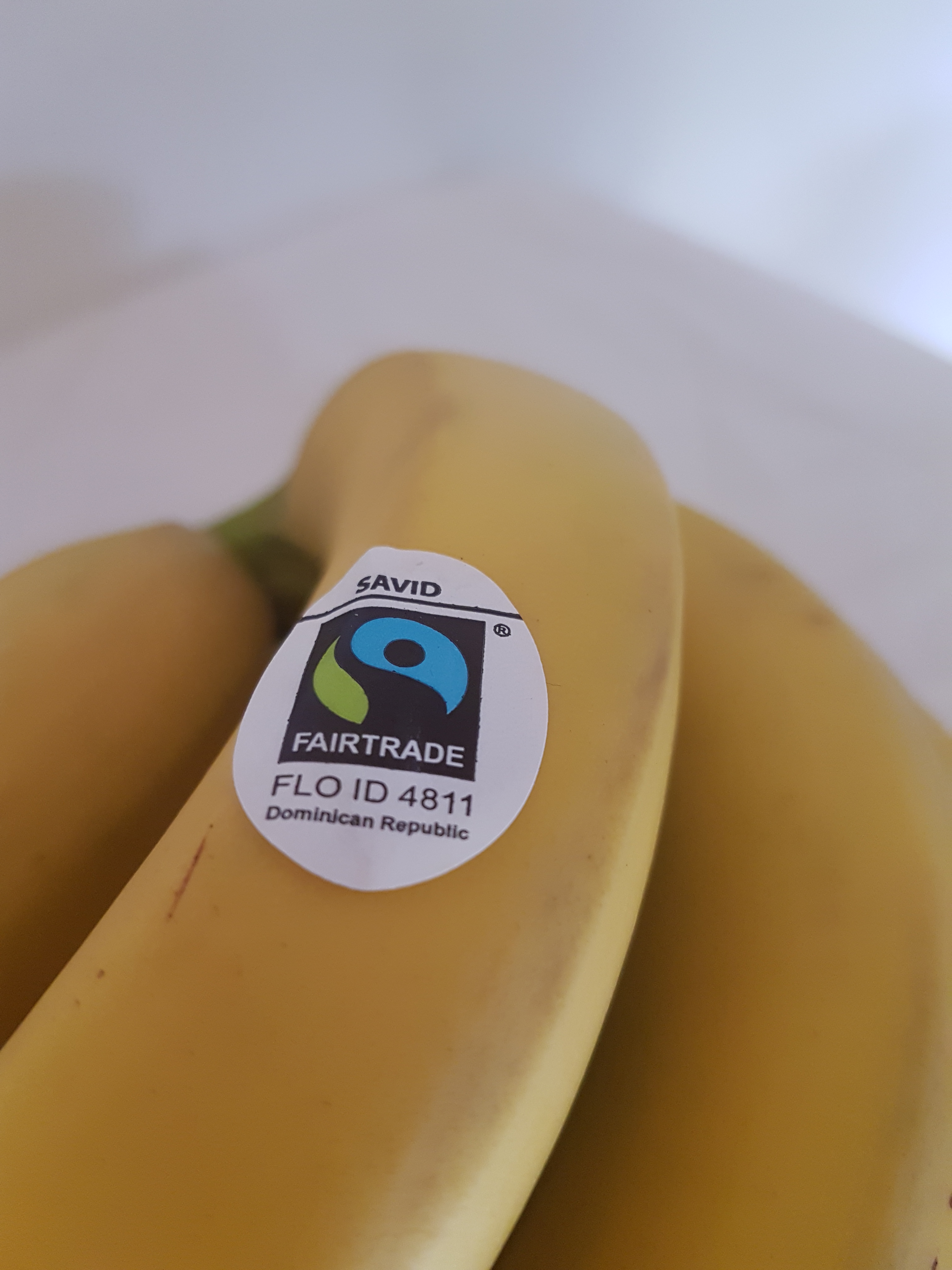
موز من جمهورية الدومينيكان تم تصديره طبقاً للتجارة العادلة

معظم منظمات التجارة العادلة هي أعضاء في، أو معتمدة من قبل واحدة من عدة اتحادات وطنية أو دولية. تعمل هذه الاتحادات على تنسيق وتعزيز وتسهيل عمل منظمات التجارة العادلة. فيما يلي بعض من أكبرها:
- منظمة التجارة العادلة الدولية، التي تم إنشاؤها في عام 1997، هي عبارة عن اتحاد مكون من ثلاث شبكات منتجين وعشرين مبادرة وطنية، تعمل على تطوير معايير التجارة العادلة ومشتري الترخيص واستخدام الملصقات وتسويق علامة اعتماد التجارة العادلة في البلدان المستهلكة. منظمة التجارة العادلة الدولية هي أكبر هيئة وضع معايير وتصديق معترف بها على نطاق واسع من أجل التجارة العادلة. تتولى FLO-CERT، الجانب الربحي من المنظمة، إصدار شهادات اعتماد المنتجين والتفتيش واعتماد منظمات المنتجين في أكثر من 50 دولة في إفريقيا وآسيا وأمريكا اللاتينية.[25] تشرف منظمة التجارة العادلة الدولية، الذراع غير الربحية، على تطوير المعايير ونشاط منظمة التراخيص. فقط المنتجات من بعض البلدان النامية هي المؤهلة للحصول على الشهادات، وبالنسبة لبعض المنتجات مثل البن والكاكاو، يقتصر الاعتماد على التعاونيات. يمكن اعتماد التعاونيات والمزارع الكبيرة التي لديها عمالة مأجورة والتي تعمل في زراعة الموز والشاي والمحاصيل الأخرى.
- منظمة التجارة العادلة الأمريكية[29]، هي منظمة مستقلة غير ربحية تضع المعايير والشهادات وتسميات المنتجات التي تعزز سبل العيش المستدامة للمزارعين والعمال وتحمي البيئة. تأسست المنظمة في عام 1998، وتتعاون حاليًا مع أكثر من 1000 علامة تجارية، بالإضافة إلى 1.3 مليون مزارع وعامل في جميع أنحاء العالم.[29]
- شركاء البضائع العالمية، هي منظمة غير ربحية للتجارة العادلة تأسست في 2005 تقدم الدعم والوصول إلى الأسواق الأمريكية للتعاونيات التي تقودها النساء في العالم النامي.
- منظمة التجارة العادلة العالمية (المعروفة سابقًا باسم الرابطة الدولية للتجارة العادلة) هي جمعية عالمية تم إنشاؤها في عام 1989 من جمعيات وتعاونيات منتجي التجارة العادلة، وشركات تسويق الصادرات، والمستوردين، وتجار التجزئة، وشبكات التجارة العادلة المحلية والإقليمية، ومنظمات دعم التجارة العادلة. في عام 2004، أطلقت اللمنظمة علامة FTO التي تصنف منظمات التجارة العادلة المسجلة (على عكس نظام FLO، الذي يصنف المنتجات).
- تم إنشاء شبكة المتاجر العالمية الأوروبية في عام 1994، وهي عبارة عن شبكة تضم 15 اتحادًا وطنيًا للمتاجر العالمية في 13 دولة مختلفة في جميع أنحاء أوروبا.
- تأسست الرابطة الأوروبية للتجارة العادلة (EFTA) في عام 1990، وهي عبارة عن شبكة من المنظمات التجارية الأوروبية البديلة التي تستورد المنتجات من حوالي 400 مجموعة منتجين محرومة اقتصاديًا في إفريقيا وآسيا وأمريكا اللاتينية. هدف الرابطة الأوروبية للتجارة الحرة هو تعزيز التجارة العادلة وجعل استيراد التجارة العادلة أكثر كفاءة وفعالية. تنشر المنظمة أيضًا مطبوعات مختلفة سنويًا حول تطور سوق التجارة العادلة. تضم الرابطة الأوروبية للتجارة الحرة حاليًا أحد عشر عضوًا في تسع دول مختلفة.

في عام 1998، انضمت الاتحادات الأربعة الأولى المذكورة أعلاه معًا باسم FINE، وهي جمعية غير رسمية تهدف إلى مواءمة معايير وإرشادات التجارة العادلة، وزيادة جودة وكفاءة أنظمة مراقبة التجارة العادلة، والدعوة إلى التجارة العادلة سياسيًا.

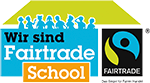
شعار مدرسة ألمانية تابعة للتجارة العادلة

كما زاد أيضاً بشكل كبير نشاط المجموعات الطلابية في السنوات الماضية للترويج لمنتجات التجارة العادلة. على الرغم من أن معظم النشاطات الطلابية في جميع أنحاء العالم تأتي من المئات من المنظمات الطلابية المستقلة، إلا أن معظم المجموعات في أمريكا الشمالية إما تابعة لمنظمة طلاب متحدون من أجل التجارة العادلة (الولايات المتحدة الأمريكية)، أو شبكة الطلاب الكنديين للتجارة العادلة (كندا)، أو حملات التجارة العادلة (الولايات المتحدة الأمريكية)، والتي أيضًا تضم جامعات التجارة العادلة ومدارس التجارة العادلة.
كانت مشاركة المنظمات الكنسية، ولا تزال، جزءًا لا يتجزأ من حركة التجارة العادلة، منها:
- منظمة عشرة آلاف قرية،[32] وهي منظمة تابعة للجنة مينونايت المركزية.
- سيرف (SERRV)[33] تشارك مع خدمات الإغاثة الكاثوليكية[34] والمنظمة اللوثرية للإغاثة الدولية.[35][36]
- فيلاج ماركتس (Village Markets)[37] وهي تابعة للمنظمة اللوثرية للتجارة العادلة تربط مواقع البعثات التبشيرية حول العالم بالكنائس في الولايات المتحدة.[38][39]
- خدمات الإغاثة الكاثوليكية لديها مهمة التجارة العادلة الخاصة بها في منظمة سي آر إس للتجارة العادلة.[40][41]

## تاريخ
بدأت المحاولات الأولى لتسويق سلع التجارة العادلة في الأسواق الشمالية في الأربعينيات والخمسينيات من القرن الماضي من قبل الجماعات الدينية والعديد من المنظمات غير الحكومية ذات التوجه السياسي. كانت منظمة عشرة آلاف قرية، وهي منظمة غير حكومية تابعة للجنة مينونايت المركزية، ومنظمة سيرف هي الأولى في عام 1946 و 1949 على التوالي، لتطوير سلاسل توريد للتجارة العادلة في البلدان النامية. كانت المنتجات، التي كانت عبارة عن حرف يدوية حصرية تقريبًا تتراوح من سلع الجوت إلى أعمال تطريز كروس ستيتش، تباع في الغالب في الكنائس أو المعارض. لم يكن للسلع نفسها في كثير من الأحيان وظيفة أخرى سوى الإشارة إلى أنه قد تم التبرع.

### تجارة التضامن

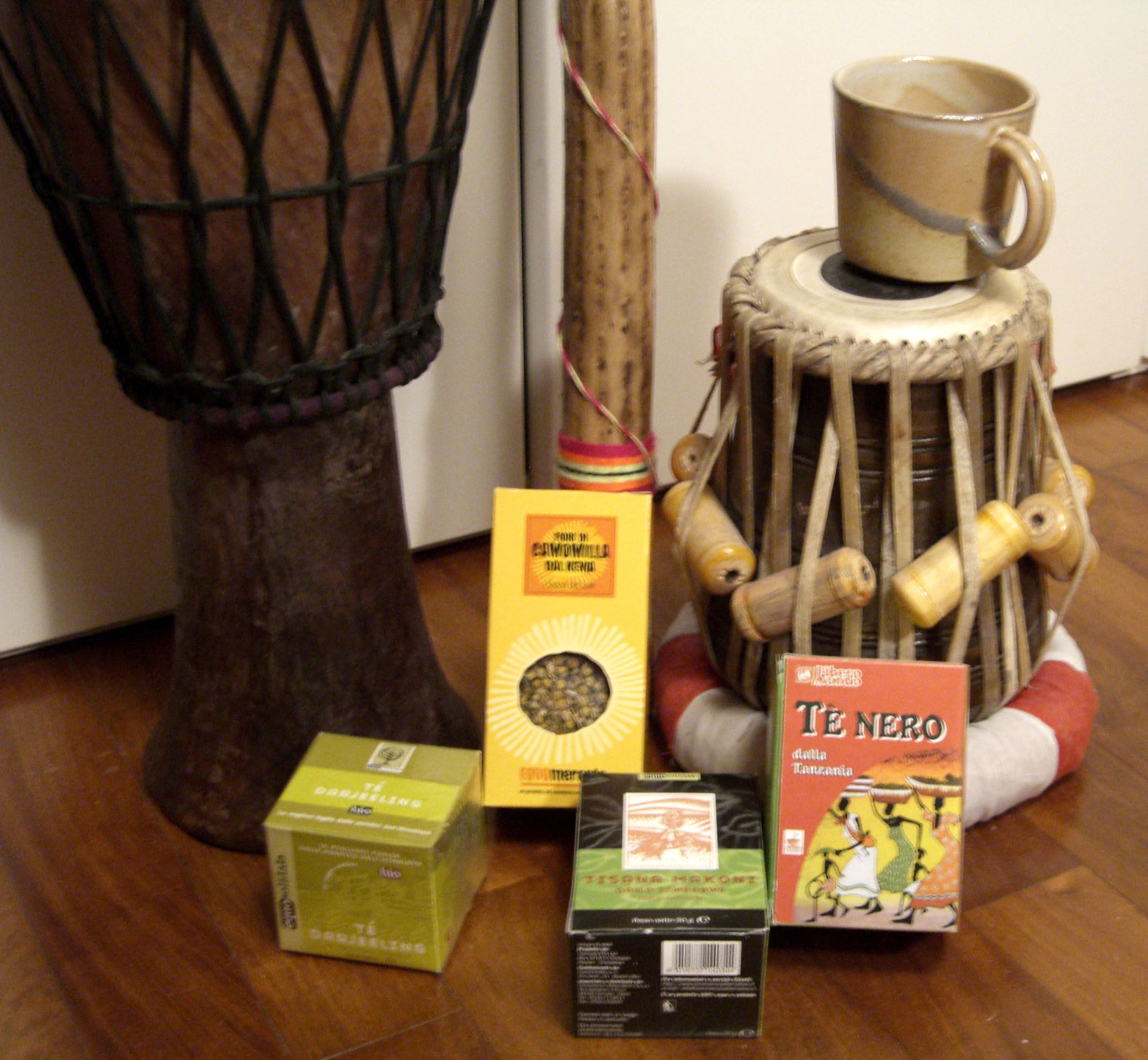
بيع سلع التجارة العادلة في المحلات التجارية العالمية

تشكلت حركة التجارة العادلة الحالية في أوروبا في الستينيات. غالبًا ما كان يُنظر إلى التجارة العادلة خلال تلك الفترة على أنها بادرة سياسية ضد الإمبريالية الجديدة: بدأت الحركات الطلابية الراديكالية في استهداف الشركات متعددة الجنسيات، وبدأت تظهر مخاوف من أن نماذج الأعمال التقليدية كانت معيبة بشكل أساسي. واكتسب شعار «التجارة لا المعونة» في ذلك الوقت اعترافًا دوليًا في عام 1968 عندما اعتمده مؤتمر الأمم المتحدة للتجارة والتنمية (الأونكتاد) للتأكيد على إقامة علاقات تجارية عادلة مع العالم النامي.
شهد عام 1965 إنشاء أول منظمة تجارية بديلة (ATO): في ذلك العام، أطلقت منظمة أوكسفام البريطانية غير الحكومية برنامج «المساعدة عن طريق البيع»، وهو برنامج يبيع الحرف اليدوية المستوردة في متاجر أوكسفام في المملكة المتحدة ومن كتالوجات الطلبات البريدية.
بحلول عام 1968، كان المنشور الضخم، كتالوج الأرض الكاملة، يربط آلاف التجار المتخصصين والحرفيين والعلماء مباشرةً مع المستهلكين المهتمين بدعم المنتجين المستقلين، بهدف تجاوز متاجر التجزئة والمتاجر الكبرى. سعى كتالوج الأرض الكاملة لتحقيق التوازن في السوق الدولية الحرة من خلال السماح بالشراء المباشر للسلع المنتجة في المقام الأول في الولايات المتحدة وكندا ولكن أيضًا في أمريكا الوسطى والجنوبية.
في عام 1969، افتتح أول متجر عالمي أبوابه في هولندا. هدفت المبادرة إلى جلب مبادئ التجارة العادلة إلى قطاع التجزئة من خلال بيع السلع المنتجة بموجب شروط التجارة العادلة في «المناطق المتخلفة» بشكل حصري تقريبًا. كان المتجر الأول يديره متطوعون وكان ناجحًا للغاية لدرجة أن العشرات من المتاجر المماثلة سرعان ما بدأت العمل في دول البنلوكس وألمانيا ودول أوروبا الغربية الأخرى.
خلال الستينيات والسبعينيات من القرن الماضي، عملت قطاعات مهمة من حركة التجارة العادلة على إيجاد أسواق للمنتجات من البلدان التي تم استبعادها من قنوات التجارة الرئيسية لأسباب سياسية. قام الآلاف من المتطوعين ببيع القهوة من أنغولا ونيكاراغوا في المحلات التجارية العالمية، وفي الساحة الخلفية للكنائس، ومن منازلهم، وفي الأكشاك في الأماكن العامة، مستخدمين المنتجات كوسيلة لإيصال رسالتهم: منح المنتجين المحرومين في البلدان النامية فرصة عادلة في السوق العالمية.

### الحرف اليدوية في مقابل المنتجات الزراعية

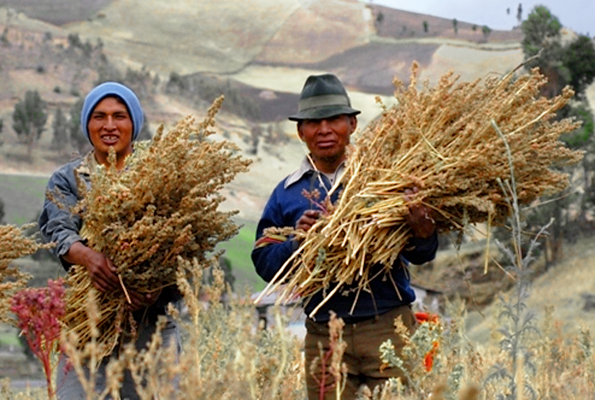
منتجو كينوا معتمدون من منظمة التجارة العادلة في الإكوادور

في أوائل الثمانينيات، واجهت المنظمات التجارية البديلة تحديات كبيرة: بدأت حداثة بعض منتجات التجارة العادلة في التلاشي، ووصل الطلب إلى مرحلة الاستقرار، وبدأت بعض الحرف اليدوية تبدو «متعبة وقديمة الطراز» في السوق. أجبر تراجع قطاعات سوق الحرف اليدوية مؤيدي التجارة العادلة على إعادة التفكير في نموذج أعمالهم وأهدافهم. علاوة على ذلك، كان العديد من مؤيدي التجارة العادلة خلال هذه الفترة قلقين من التأثير المعاصر للإصلاحات الهيكلية في القطاع الزراعي على صغار المزارعين، وكذلك انخفاض أسعار السلع الأساسية. اعتقد الكثير منهم أن مسؤولية الحركة هي معالجة المشكلة والنظر في العلاجات التي يمكن استخدامها في الأزمة القائمة في الصناعة.
في السنوات اللاحقة، لعبت السلع الزراعية ذات التجارة العادلة دورًا مهمًا في نمو العديد من منظمات التجارة البديلة: فقد نجحت في السوق، وقدمت مصدر دخل متجدد كان المنتجون في حاجة ماسة إليه، وقدمت لمنظمات تجارية بديلة مكملاً لسوق الحرف اليدوية. كانت أولى المنتجات الزراعية للتجارة العادلة هي الشاي والقهوة، وسرعان ما تبعها: الفواكه المجففة، والكاكاو، والسكر، وعصائر الفاكهة، والأرز، والتوابل، والمكسرات. بينما في عام 1992، كانت نسبة قيمة المبيعات 80٪ من الحرف اليدوية إلى 20٪ من السلع الزراعية هي القاعدة، في عام 2002، بلغت الحرف اليدوية 25٪ من مبيعات التجارة العادلة بينما ارتفعت خطوط السلع الغذائية بنسبة 69٪.

### ظهور مبادرات الملصقات
لم تنطلق مبيعات منتجات التجارة العادلة إلا مع وصول أولى مبادرات شهادة التجارة العادلة. على الرغم من دعم المبيعات المتزايدة باستمرار، فقد تم احتواء التجارة العادلة عمومًا في المتاجر العالمية الصغيرة نسبيًا المنتشرة في جميع أنحاء أوروبا وبدرجة أقل في أمريكا الشمالية. شعر البعض أن هذه المتاجر كانت منفصلة للغاية عن إيقاع وأسلوب حياة المجتمعات المتقدمة المعاصرة. كان الذهاب إلى هذه المتاجر لشراء منتج أو اثنين فقط مرتفعًا جدًا يمثل عائقاً كبيراً حتى بالنسبة للعملاء الأكثر تفانيًا. كانت الطريقة الوحيدة لزيادة فرص البيع هي البدء في تقديم منتجات التجارة العادلة حيث يتسوق المستهلكون عادة، في قنوات التوزيع الكبيرة. كانت المشكلة هي إيجاد طريقة لتوسيع التوزيع دون المساس بثقة المستهلك في منتجات التجارة العادلة وفي أصولها.
تم العثور على حل في عام 1988، عندما تم إنشاء أول مبادرة لشهادة التجارة العادلة، باسم «ماكس هافيلار»، في هولندا بمبادرة من نيكو روزن، وفرانس فان دير هوف، ومنظمة سوليداريداد الهولندية غير الحكومية للتنمية. سمحت الشهادة المستقلة ببيع البضائع خارج المتاجر العالمية ووسط منتجات الاتجاه السائد، لتصل إلى شريحة أكبر من المستهلكين وتعزز مبيعات التجارة العادلة بشكل كبير. سمحت مبادرة وضع الملصقات أيضًا للعملاء والموزعين على حدٍ سواء بتتبع منشأ البضائع للتأكد من أن المنتجات كانت تفيد المنتجين حقًا في نهاية سلسلة التوريد.
انتشر هذا المفهوم: في السنوات التالية، تم إنشاء منظمات وضع ملصقات التجارة العادلة غير الربحية في دول أوروبية أخرى وأمريكا الشمالية. في عام 1997، أدت عملية التقارب بين منظمات وضع الملصقات إلى إنشاء منظمة التجارة العادلة الدولية، وهي منظمة شاملة تتمثل مهمتها في وضع معايير التجارة العادلة، ودعم وفحص واعتماد المنتجين المحرومين، ومواءمة رسالة التجارة العادلة عبر الحركة العالمية.

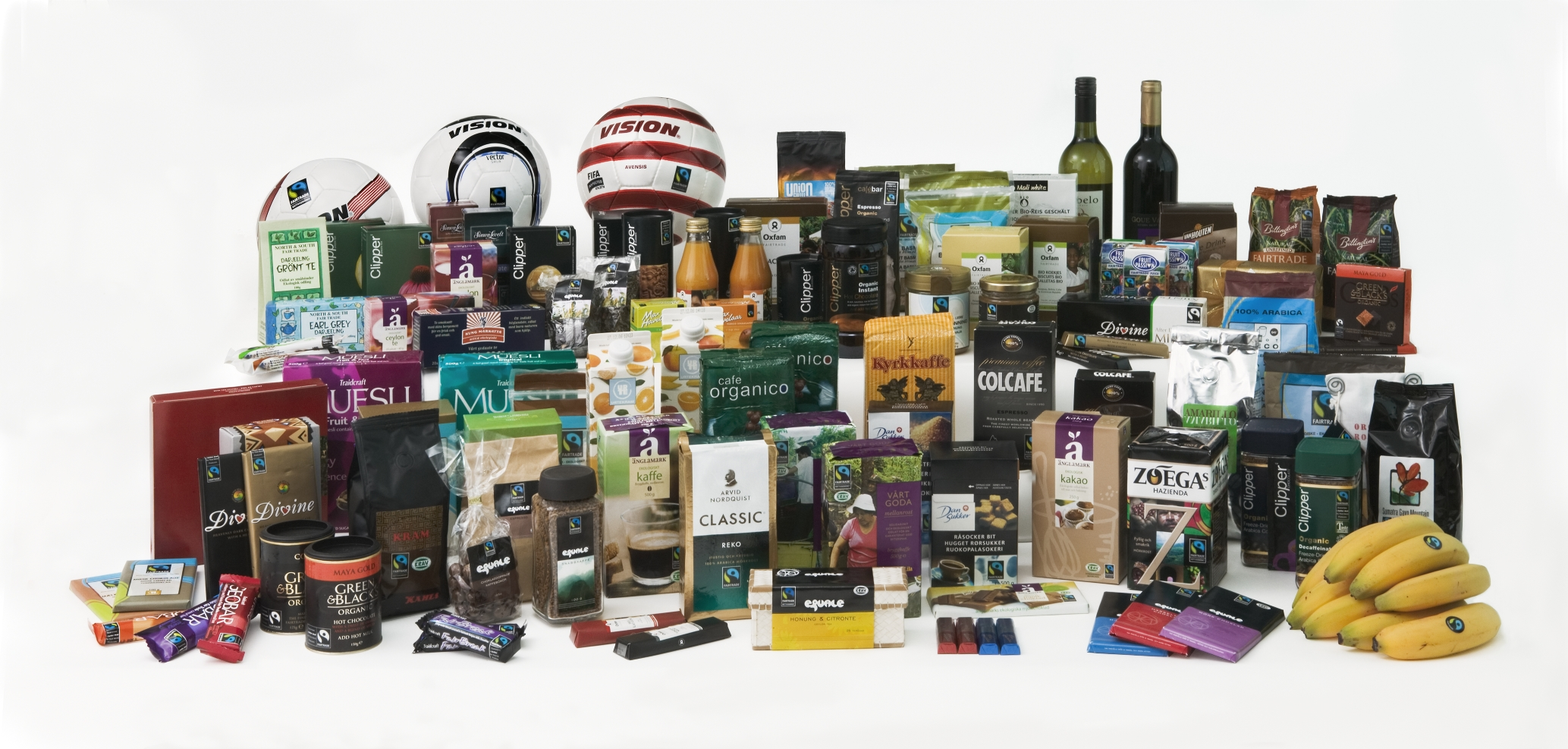
منتجات مختلفة يتم بيعها تحت شعار التجارة العادلة

في عام 2002، أطلقت منظمة التجارة العادلة الدولية ولأول مرة شهادة تصديق التجارة العادلة الدولية. كانت أهداف الإطلاق هي تحسين رؤية الملصق على أرفف السوبر ماركت، وتسهيل التجارة عبر الحدود، وتبسيط الإجراءات لكل من المنتجين والمستوردين. في الوقت الحاضر، تُستخدم شهادة التصديق في أكثر من 50 دولة وعلى عشرات المنتجات المختلفة.
مع ظهور الملصقات الأخلاقية، أصبح المستهلكون قادرين على تحمل المسؤولية الأخلاقية عن قراراتهم وأفعالهم الاقتصادية. وهذا يدعم فكرة ممارسات التجارة العادلة على أنها «اقتصادات أخلاقية». يمنح وجود الملصقات للمستهلكين شعورًا بأنهم «يفعلون الشيء الصحيح» بعملية شراء بسيطة.
تضع إجراءات وضع الملصقات عبء الحصول على الشهادات على عاتق المنتجين في جنوب الكرة الأرضية، مما يزيد من عدم المساواة بين شمال الكرة الأرضية وجنوب الكرة الأرضية. عملية الحصول على الشهادة مرهقة ومكلفة للغاية. يمكن للمستهلكين في الشمال اتخاذ خيار بسيط دون هذه الأعباء والنفقات.

## الأثر النفسي
عادة ما يتخذ مستهلكو منتجات التجارة العادلة خيارًا مقصودًا لشراء سلع التجارة العادلة بناءً على السلوك والمعايير الأخلاقية والسيطرة السلوكية المتصورة والأعراف الاجتماعية. من المفيد تضمين مقياس للمعايير الأخلاقية لتحسين القدرة التنبؤية لنوايا شراء منتجات التجارة العادلة.
زاد طلاب الجامعات بشكل كبير من استهلاكهم لمنتجات التجارة العادلة على مدى العقود العديدة الماضية. تتمتع الطالبات الجامعيات بموقف أكثر تفضيلًا من الطلاب الذكور تجاه شراء منتجات التجارة العادلة ويشعرن أنهن أكثر إلزامًا أخلاقياً للقيام بذلك، كما ورد أن لدى النساء نوايا أقوى لشراء منتجات التجارة العادلة.
يسعى المنتجون للحصول على شهادة التجارة العادلة لعدة أسباب، إما من خلال الروابط الدينية، أو الرغبة في العدالة الاجتماعية، أو الرغبة في الاستقلال الذاتي، أو التحرر السياسي، أو ببساطة لأنهم يريدون أن يحصلوا على أجر أكبر مقابل جهودهم ومنتجاتهم. من المرجح أن يتعامل المزارعون مع الزراعة العضوية أكثر من ممارسات التجارة العادلة الزراعية لأن الزراعة العضوية هي طريقة واضحة للغاية تجعل هؤلاء المزارعين مختلفين عن جيرانهم، وهي تؤثر في الواقع على طريقة الزراعة. هؤلاء المزارعون يضعون أهمية كبيرة لطرق نمو المزروعات بشكل طبيعي. من المرجح أيضًا أن يعزو مزارعو التجارة العادلة ارتفاع الأسعار التي يحصلون عليها إلى جودة منتجاتهم بدلاً من أسعار السوق العادلة.